# Renauld de Courtenay
Renaud de Courtenay (sau Renauld, Reginald) (d. 27 septembrie 1194) a fost un nobil francez, membru al Casei de Courtenay, care a ajuns ulterior în Anglia, în Berkshire.
Renaud era fiul lui Milo de Courtenay și Ermengarda de Nevers.

## Carieră
El a dobândit titlul de senior de Courtenay. A luptat în Cruciada a doua, alături de regele Ludovic al VII-lea al Franței. Renauld a intrat în conflict cu Ludovic al VII-lea, care a preluat posesiunile franceze ale sale și le-a atribuit, alături de fiica lui Renaud, Elisabeta, fratelui său mai mic, Petru (care, din acest motiv, a devenit cunoscut ca  Petru I de Courtenay(d. 1183)). Renaud a fost numit senior de Sutton în 1161. În 1172, l-a însoțit pe regele Henric al II-lea al Angliei în expediția din Irlanda, în Comitatul Wexford.

## Căsătorii
Renaud a fost căsătorit în două rânduri:
- (1) Helvis (Elisabeta) du Donjon, fiica lui Frederic du Donjon și Corbeil[2].
- (2) Maud FitzEdith, fiica lordului Robert FitzEdith de Okehampton (d. 1172) (fiu ilegitim al regelui Henric I al Angliei).

## Urmași
De pe urma primei căsătorii, Renaud a avut o fiică, Elisabeta, care a fost dată în căsătorie de către regele Ludovic al VII-lea al Franței (d. 1180) fratelui său mai tânăr, Petru de Franța, care a devenit atunci cunoscut ca Petru I de Courtenay (d. 1183).
El a mai avut un fiu, Robert de Courtenay.